# رصدخانه کمبریج

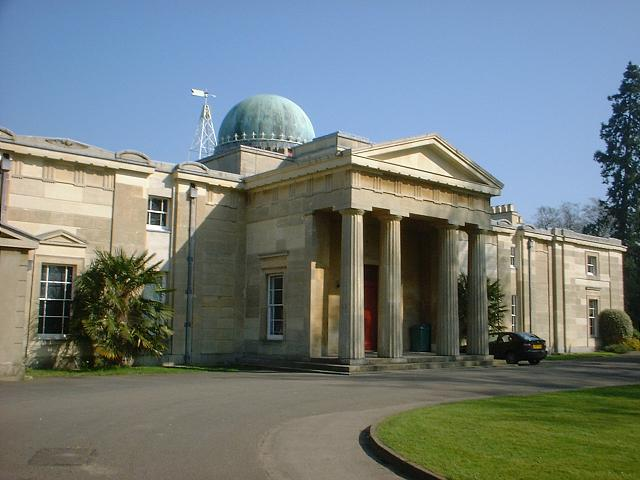
IoA-Cambridge-Obs-Building

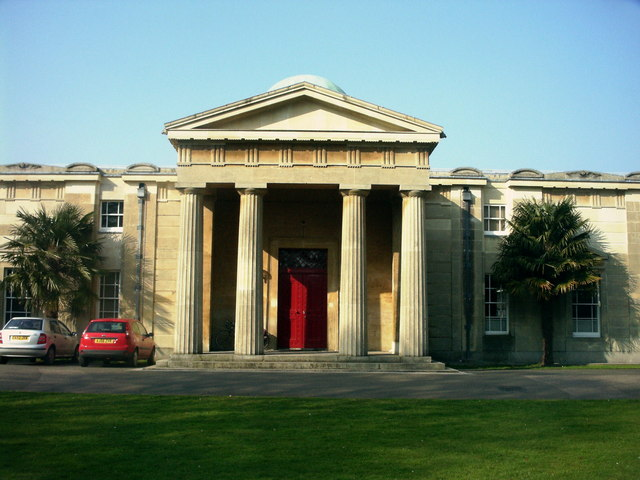
This doric portico is the main entrance to the Cambridge Observatory building

رصدخانه کمبریج (انگلیسی: Cambridge Observatory) یک رصدخانهٔ اخترشناسی است که در دانشگاه کمبریج در شرق انگلستان قرار دارد. این رصدخانه در سال ۱۸۲۳ تأسیس شد و امروز بخشی از سایت موسسهٔ نجوم است. کتابخانهٔ مؤسسه نجوم در ساختمان قدیمی رصدخانه قرار دارد که مجموعه‌ای از کتاب‌های اخترشناسی مدرن و تاریخی را در خود جای داده‌است.
مجموعه‌ای از تلسکوپ‌های نوری در محل جاده مدینگلی در غرب کمبریج وجود دارد. در مقابسه با استانداردهای مدرن، این‌ها تلسکوپ‌های کوچکی هستند و همچنین تحت تأثیر آلودگی نوری قرار می‌گیرند. با این حال، از تلسکوپ ۳۶ اینچی این رصدخانه همچنان برای بررسی سرعت شعاعی ستاره استفاده می‌شود و از تلسکوپ‌های تاریخی نورث‌آمبرلند و Thorrowgood به عنوان بخشی از فعالیت‌های اطلاع‌رسانی عمومی مؤسسه استفاده می‌شود. بسیار چشمگیرتر، رصدخانه رادیویی نجوم مولارد، ساخته شده در سال ۱۹۵۷، در چند کیلومتری جنوب غربی است.
از سال ۱۹۹۰ تا ۱۹۹۸، رصدخانه سلطنتی گرینویچ در کمبریج در خانه گرینویچ مستقر در شمال رصدخانه مستقر بود.